# Phraseonym
Der Begriff Phraseonym wird ganz allgemein als „aus einem Satz(teil) gebildetes Pseudonym“ definiert. In der Regel sind die Definitionen enger, indem sie Phraseonyme auf Namen beziehen, die auf Redensarten oder zumindest Redewendungen beruhen. So liegt nach Eymer (1997: S. XIV) ein Phraseonym dann vor, „wenn der Deckname aus einer Redensart besteht“.

## Beispiele
In der Fachliteratur werden einige Beispiele genannt: „von einem, der das Lachen verlernt hat“,
„ein ganz Gescheiter“
und „von einem Verehrer“.
Aus der neueren populären Jugendliteratur bekannt ist „der, dessen Name nicht genannt werden darf“.